# Václav Cílek
Václav Cílek   (Židenice i Brno, 11 de maig de 1955) és un geòleg, climatòleg, escriptor i filòsof txec, especialista en traducció de textos de Tao i de zen.

## Biografia
Václav Cílek va estudiar al Mining Institute i a la Faculty of Natural Science de la Charles University. Va participar en un estudi sobre dipòsits hidrotermals, posteriorment va analitzar mostres procedents de la lluna que havien dut uns satèl·lits russos i fa uns vint anys es va començar a centrar en el canvi climàtic i en qüestions mediambientals. Combina els coneixements en el camp de les humanitats amb la ciència natural. Fa classes en diverses universitats (Faculty of Liberal Art, Academy of Fine Arts, etc.) sobre temes com l'evolució paisatgística, els canvis mediambientals, l'aparició d'una nova mentalitat i la història intel·lectual. És autor d'aproximadament 340 temes científics i de diversos llibres, incloent-hi Inscapes and Landscapes; Makom Book of Places, que va guanyar un premi.